# Сауримо
Сауримо (до 1975 року Енріке де Карвалью) — місто, столиця провінції Південна Лунда в Анголі.

## Географія
Розташоване на північному сході Анголи на висоті 1081 метр над рівнем моря.

### Клімат
Місто знаходиться у зоні, котра характеризується кліматом тропічних саван. Найтепліший місяць — вересень із середньою температурою 23.9 °C (75 °F). Найхолодніший місяць — червень, із середньою температурою 20.6 °С (69 °F).
| Клімат Сауримо          | Клімат Сауримо | Клімат Сауримо | Клімат Сауримо | Клімат Сауримо | Клімат Сауримо | Клімат Сауримо | Клімат Сауримо | Клімат Сауримо | Клімат Сауримо | Клімат Сауримо | Клімат Сауримо | Клімат Сауримо | Клімат Сауримо |
| Показник                | Січ.           | Лют.           | Бер.           | Квіт.          | Трав.          | Черв.          | Лип.           | Серп.          | Вер.           | Жовт.          | Лист.          | Груд.          | Рік            |
| Абсолютний максимум, °C | 32             | 32             | 32             | 32             | 32             | 32             | 31             | 33             | 34             | 33             | 32             | 31             | 34             |
| Середній максимум, °C   | 27             | 28             | 28             | 28             | 29             | 28             | 29             | 31             | 30             | 29             | 27             | 27             | 28             |
| Середня температура, °C | 22             | 22             | 22             | 22             | 21             | 20             | 20             | 23             | 23             | 23             | 22             | 22             | 22             |
| Середній мінімум, °C    | 17             | 17             | 17             | 17             | 14             | 12             | 12             | 15             | 17             | 17             | 17             | 18             | 16             |
| Абсолютний мінімум, °C  | 14             | 15             | 13             | 13             | 7              | 8              | 8              | 8              | 13             | 15             | 15             | 14             | 7              |
| Норма опадів, мм        | 230            | 170            | 240            | 120            | 10             | 0              | 0              | 20             | 90             | 120            | 240            | 180            | 1450           |
| Днів з дощем            | 10             | 10             | 10             | 8              | 1              | 0              | 0              | 1              | 6              | 8              | 13             | 10             | 77             |
| Вологість повітря, %    | 79             | 77             | 79             | 74             | 50             | 38             | 33             | 36             | 56             | 67             | 76             | 78             | 62             |
| ----------------------- | -------------- | -------------- | -------------- | -------------- | -------------- | -------------- | -------------- | -------------- | -------------- | -------------- | -------------- | -------------- | -------------- |
| Джерело: Weatherbase    |                |                |                |                |                |                |                |                |                |                |                |                |                |

## Загальний огляд
Раніше місто було відоме як Енріке де Карвалью на честь португальського дослідника Енріке де Карвалью, який вперше відвідав регіон в 1884 році і зв'язався з місцевими людьми (народ Лунда). Це місто-гарнізон і місцевий торговельний центр.
Основними видами економічної діяльності на даний час є сільське господарство і видобування діамантів. Основними продуктами харчування є маніок, кукурудза, солодка картопля і батат. Іншими видами діяльності є ремесло, рибальство.

## Історія
Сауримо було побудоване як військовий пост і призначене адміністративним центром провінції Лунда в 1918 році. Заснував його де Карвалью. Статус міста отримало у 1956 році. Сюди привозили на продаж кукурудзу, боби, картоплю та інші продовольчі культури. На сьогоднішній день в місті знаходиться аеропорт і є дорога, що зв'язує його з Бенгельською залізницею.
Сауримо має населення майже 200 000 осіб. Населення збільшилося за рахунок біженців із районів, що постраждали від громадянської війни. За іншими джерелами:

Динаміка зміни кількості населення:
| Рік  | Населення |
| ---- | --------- |
| 1970 | 12 901    |
| 2010 | 80 445    |
| 2012 | 86 377    |

## Спорт
Футбольні клуби міста:
- «Прогрешшу да Лунда Сул»
- «Сауримо»